# Leeming
Leeming – wieś w Anglii, w hrabstwie North Yorkshire, w dystrykcie (unitary authority) North Yorkshire. Leży 48 km na północny zachód od miasta York i 324 km na północ od Londynu. W 2001 miejscowość liczyła 2922 mieszkańców.